# Evgenij Kasperskij
Evgenij Valentinovič Kasperskij (in russo Евгений Валентинович Касперский?, citato nel mondo anglosassone come Eugene Kaspersky; Novorossijsk, 4 ottobre 1965) è un informatico russo fondatore nel 1997 della Kaspersky Lab, azienda specializzata in sicurezza informatica e in produzione di antivirus.

## Biografia

### Formazione
Particolarmente attratto dalle materie matematiche fin dalla tenera età, frequenta lezioni di fisica e matematica avanzata grazie a un corso speciale organizzato dall'Istituto di Fisica e Tecnologia di Mosca. Dopo aver vinto un concorso di matematica viene selezionato per entrare al Kolmogorov Special Educational-Scientific Center (Школа им.А.Н.Колмогорова) dell'Università Statale di Mosca, dove approfondisce gli studi di fisica e matematica avanzate.
Nel 1987 Kasperskij si laurea a Mosca presso la Facoltà di Matematica della Scuola Superiore del KGB (dal 1992 Institute of Cryptography, Telecommunications and Computer Science (Институт криптографии, связи и информатики), Accademia dell'FSB), dove ha studiato matematica, crittografia e informatica, specializzandosi in ingegneria matematica.

### Carriera
Dopo la laurea Kasperskij inizia a lavorare in un istituto di ricerca multidisciplinare per la difesa.
Dopo aver scoperto, nel 1989, il virus Cascade, comincia a studiare i virus per computer sviluppando una speciale utility di disinfezione, specifica per Cascade, la prima di una lunga serie. Cascade è stato il primo malware ad entrare nel Database Antivirus di Kaspersky Lab, database che oggi comprende oltre 100 milioni di esemplari di malware.
Nel 1991 Kasperskij entra a far parte del Centro delle Tecnologie Informatiche KAMI, dove è alla guida di un piccolo team con lo scopo di sviluppare l'Anti-Virus Toolkit Pro (AVP), prototipo di quello che sarà successivamente il primo Kaspersky Anti-Virus. Grazie a Kasperskij, AVP diventa il primo software antivirus al mondo in grado di separare il software dal database antivirus, oggi giorno un requisito standard per i programmi di protezione informatica. Sviluppa inoltre l'idea di dotare AVP di un'interfaccia grafica utente.
Nel novembre del 1992, il team lancia l'AVP 1.0, il primo prodotto totalmente operativo che, due anni più tardi, si aggiudicherà il primo posto nei test comparativi condotti dai laboratori dell'Università di Amburgo. Il prodotto dimostra di poter individuare i virus con grande facilità e ottiene nello stesso tempo alte percentuali di neutralizzazione delle minacce, ben al di sopra della media dei programmi anti-virus più popolari dell'epoca. Grazie a questi meriti, la reputazione di AVP cresce a livello internazionale.
Da questo momento in poi, il team comincia a concedere licenze ad aziende IT estere, e continua a farlo tuttora (sono oltre 120 le società che si avvalgono delle tecnologie di Kaspersky Lab).
Nel 1997 Kasperskij e i suoi colleghi decidono di fondare una propria società, ponendo le basi di Kaspersky Lab. Kasperskij non vorrebbe utilizzare il proprio nome, ma alla fine viene convinto dalla moglie Natal'â, anche lei tra i fondatori dell'azienda. Nel novembre del 2000, AVP prende il nome di "Kaspersky Anti-Virus".
Dalla fondazione, e fino al 2007, Kasperskij è a capo dell'unità di ricerca antivirus. Nel 2007 diventa CEO di Kaspersky Lab.

## Riconoscimenti
Nel 2012 Kasperskij riceve la Laurea di Dottorato ad honorem in Scienze dall'Università di Plymouth.
Nello stesso anno è presente sulla rivista CRN che lo annovera tra i maggiori 25 innovatori del 2012.
Ottiene inoltre altri numerosi riconoscimenti tra cui:
- Top-100 Global Thinker, Foreign Policy Magazine - 2012
- Technology Hero of the Year, V3 - 2012[4].
- Top-100 Executive in the IT Channel, CRN - 2012[5]
- World's Most Powerful Security Exec, SYS-CON Media - 2011[6]
- Business Person of the Year, Camera di Commercio Americana in Russia - 2011[7]
- Outstanding Contribution to Business Award, CEO Middle East - 2011[8]
- CEO of the Year, SC Magazine Europe - 2010[9]
- Lifetime Achievement Award, Virus Bulletin - 2010[10]
- Strategic Brand Leadership Award, World Brand Congress - 2010[11]
- Runet Prize (per il suo contributo all'uso della lingua russa su Internet), Agenzia Federale Russa della Stampa e delle Comunicazioni di Massa - 2010[12]

## Informazioni aggiuntive
Eugene Kaspersky esprime da anni la propria preoccupazione rispetto ad un eventuale attacco cibernetico rivolto a infrastrutture critiche che, secondo lui, avrebbe conseguenze catastrofiche su scala mondiale. Per Kaspersky, infatti, esiste la necessità di stabilire un patto per la non proliferazione di armi cibernetiche e considera l'escalation della guerra cibernetica come una vera e propria "chiamata all'azione" a cui la comunità internazionale dovrebbe rispondere.
Kaspersky gira il mondo per tenere conferenze circa i seri pericoli che comporta la cibernetica e sull'importanza di combattere le crescenti minacce alla sicurezza. Eugene considera la formazione come un fattore chiave per far fronte alle sfide alla sicurezza: tale formazione non va rivolta solo all'utente medio, ma anche e soprattutto ai tecnici informatici che spesso non possiedono un'adeguata preparazione. Inoltre, Kaspersky si dichiara favorevole all'introduzione di uno standard di sicurezza informatica universale e alla cooperazione internazionale tra governi e aziende private:
Il settore privato, in particolare le industrie che si occupano di IT e sicurezza o le aziende di altri settori ma per le quali la sicurezza IT rappresenta un fattore di estrema importanza, ha una grandissima esperienza sul fronte del trattamento delle minacce IT: per questo governi ed istituzioni trarrebbero rilevanti vantaggi da una collaborazione con il settore privato.
Inoltre, Kaspersky sostiene fortemente l'introduzione di un Internet ID per le transazioni web di una certa importanza, come ad esempio le operazioni di voto elettorale, le transazioni bancarie, le operazioni che coinvolgono uffici o enti statali. A tal proposito, Eugene Kaspersky afferma:
A mio parere il World Wide Web dovrebbe essere suddiviso in tre zone. Una 'zona rossa' all'interno della quale si collocano le operazioni più importanti per le quali l'utilizzo di un Internet ID dovrebbe essere obbligatorio. Segue una 'zona gialla' per cui si richiede un'autorizzazione inferiore: ad esempio la verifica della maggiore età nel caso di un negozio online che vende alcolici o altri articoli per adulti. Infine una 'zona verde' dove non è previsto alcun tipo di autorizzazione, ad esempio su blog e social network, dove la chiave di tutto è la libertà di espressione.
Eugene Kaspersky fa parte dell'International Multilateral Partnership Against Cyber Threats (IMPACT), organizzazione che lotta contro le minacce cibernetiche.
A marzo 2013, in seguito ad un incontro con Ronald Noble (Segretario Generale di Interpol) e Noboru Nakatani (Direttore Esecutivo di Global Complex for Innovation), Kaspersky accetta formalmente di collaborare con l'IGCI con l'obbiettivo di garantire una maggiore sicurezza per tutti gli utenti di Internet.

## Libri
- MS-DOS Viruses (1992) - in russo
- Travel Notes (2006) - in russo
- New Year at the South Pole (2010)
- Muchas Pictures (2011)[18]
- The Top 10 Places on Earth (2012) - in russo